# Arravani
Der Arravani ist eine Gangpferde-Rasse aus dem griechischen Peloponnes. Er ist bekannt für seinen Tölt.
Hintergrundinformationen zur Pferdebewertung und -zucht finden sich unter: Exterieur, Interieur und Pferdezucht.

## Exterieur

### Körperbau
Der Arravani hat einen kleinen, fein geschnittenen Kopf mit großen Augen und geschwungenen Ohren, die wie das manchmal leicht konkave Profil auf orientalischen Einfluss hindeuten. Der hoch angesetzte, kräftige Hals trägt eine üppige, manchmal gelockte Mähne. Dem flachen Widerrist folgt ein gerader, kurzer und kräftiger Rücken, eine stark abschüssige Kruppe und ein dichter sowie tief angesetzter Schweif. Das unverwüstliche Fundament ist hart, trocken und hinten meist kuhhessig gestellt. Die steilen und trockenen Fesseln gehen in kleine, abriebfeste und ebenfalls sehr steile Hufe über.

### Stockmaß
Die Widerristhöhe des Arravani liegt zwischen 125 und 147 cm.

### Farbgebung
Der Arravani kommt als Rappe, Fuchs, Brauner und Schimmel vor, niemals als Schecke. Weiße Abzeichen sind selten.

## Interieur
Der Arravani gilt als robust und anspruchslos. Durch sein ruhiges, menschenbezogenes Wesen gepaart mit hoher Ausdauer und Trittsicherheit eignet er sich gut für Wander- und Distanzritte. Auch zum Westernreiten, Englischreiten, sowie zum Gangpferdereiten in Tölt und Pass werden sie eingesetzt. Sie werden als Zugpferde vor kleinen Kutschen gebraucht.

## Zuchtgeschichte
Die Bergponys wurden im Lauf der Geschichte vom ägyptischen Araber, Medern, griechischen Thessaliern, römischen Pferden und türkischen Araber mit beeinflusst.
Töltende Pferde waren wegen des bequemen Reitens im antiken Griechenland sehr gefragt. In den vergangenen Jahrtausenden waren sie die Allzweckpferde der Bauern. Dazu zählte das Pflügen der Felder, der Lastentransport über steinige Bergpfade ebenso wie ihr Dienst als Reit- und Kutschpony. Mit dem Einzug der motorisierten Fahrzeuge wurden sie allmählich überflüssig. Sie wurden als Fleischlieferanten nach Italien verkauft.
Es gibt noch kein Stutbuch, daher ist diese regionale Rasse etwas inhomogen. Außer dem Tölt kommt auch der Pass bei ihnen vor. Etwa ein Drittel des Bestandes von heute nur noch 200–300 Tieren in Griechenland sind Dreigänger. Die Rasse ist vom Aussterben bedroht. Ihr Erhalt wird inzwischen vom Griechischen Staat gefördert. In Deutschland bemüht sich die Interessengemeinschaft  Arravani e.V. um die Zucht von töltenden Arravanis in Reitponygröße.